# Campionati mondiali di pentathlon moderno 1955
I campionati mondiali di pentathlon moderno 1955 si sono svolti a Macolin, in Svizzera. Si sono disputate le gare maschili individuali ed a squadre.

## Risultati

### Maschili
| Evento      | Oro | Argento                                                                | Bronzo                                                |
| Individuale | [[File: Flag of the Soviet Union (1936 – 1955).svg\|class=noviewer\| Unione Sovietica (bandiera)\|border\|20x16px]] Konstantin Sal'nikov | Olavi Mannonen                                                         | Aladár Kovácsi                                        |
| A squadre   | Ungheria István Szondy Aladár Kovácsi Géza Ferdinándy                                                                                    | Unione Sovietica Igor' Novikov Pavel Rakitjanskij Konstantin Sal'nikov | Svizzera Hansueli Glogg Erhard Minder Werner Vetterli |

## Medagliere
| Posizione | Paese            |   |   |   | Totale |
| --------- | ---------------- | - | - | - | ------ |
| 1         | Unione Sovietica | 1 | 1 | 0 | 2      |
| 2         | Ungheria         | 1 | 0 | 1 | 2      |
| 3         | Finlandia        | 0 | 1 | 0 | 1      |
| 4         | Svizzera         | 0 | 0 | 1 | 1      |
| Totale    | Totale           | 2 | 2 | 2 | 6      |